# Río San Carlos (islas Malvinas)
El río San Carlos (en inglés: San Carlos River) es uno de los ríos más grandes en la isla Soledad, en las islas Malvinas. Fluye hacia el oeste, pasa por el Tercer Corral, para finalmente desembocar en la caleta Carena de la bahía San Carlos, cerca del Puerto San Carlos y el asentamiento del mismo nombre. 
Se inicia en las Alturas Rivadavia y recibe varios afluentes de los cerros cercanos. Es navegable para pequeñas embarcaciones en un tramo de unos 6 km, y para botes hasta 11 km. En el río se practica la pesca. 
Lleva el nombre de la nave española San Carlos, que lo visitó en 1768.